# Roman Bezus
Roman Anatolijovytj Bezus (ukrainska: Роман Анатолійович Безус), född 26 september 1990, är en ukrainsk fotbollsspelare som spelar för cypriotiska Omonia. Han representerar även det ukrainska landslaget.